# گری سون (جورجیا)
گری سون، جورجیا (به انگلیسی: Grayson, Georgia) یک شهر در ایالات متحده آمریکا با جمعیت ۲٬۶۶۶ نفر است که در جورجیا واقع شده‌است.

## موقعیت جغرافیایی
موقعیت جغرافیایی شهرها و مناطق اطراف به شرح زیر است: